# Jussuf Abbo
Pour les articles homonymes, voir Abbo.
Jussuf Abbo, né Jussuff Abbu le 14 février 1890 à Safed (Empire ottoman) et mort le 29 août 1953 à Londres (Royaume-Uni), est un artiste juif palestinien nationalisé égyptien qui a émigré en Allemagne en 1911, où il a travaillé de longues années, avant de trouver refuge au Royaume-Uni en 1935.

## Biographie
Jussuf Abbo naît en Palestine ottomane dans une grande famille juive de travailleurs agricoles. Son père est un juif égyptien. Il gagne une bourse de l'Alliance israélite universelle pour suivre des cours à Jérusalem. L'architecte allemand Otto Hoffmann (1853-1930) l'emploie dans son studio établi à Jérusalem puis l'inscrit à l'Académie des beaux-arts de Berlin-Charlottenburg, où il étudie à partir de 1913 la peinture et la sculpture. En 1919, il a un atelier de maître à l'Académie des arts en tant que sculpteur et est membre de l'Union des artistes allemands (Deutscher Künstlerbund). À la 25e exposition annuelle de cette Union (en 1929 à la Staatenhaus (de) à Cologne), il expose un torse féminin en bronze et une tête en plomb. Abbo participe en 1923 à une importante exposition collective au salon d'art Ferdinand Möller à Berlin et à une autre exposition internationale importante en 1926 à la Galerie Neue Kunst Fides à Dresde. Abbo fait partie dans les années 1920 du cercle d'amis d'Else Lasker-Schüler, qui écrit un poème dont il est le sujet. Il travaille comme sculpteur et graveur et cuit ses œuvres céramiques dans les ateliers des artistes berlinois Otto Douglas Douglas-Hill et Jan Bontjes van Beek.
Durant les 24 années passées en Allemagne, Abbo n'obtient jamais la nationalité allemande. En 1935, grâce à l'obtention de la nationalité égyptienne, il émigre, avec sa femme Ruth Schulz, de l'Allemagne nazie vers le Royaume-Uni. Dans la précipitation, il doit abandonner ses œuvres et par conséquent, ne peut les présenter dans des expositions à Londres et prendre pied dans son nouveau pays.
En 1937, alors que certaines de ses sculptures, dont il avait lui-même organisé l'envoi, arrivent finalement en Angleterre, en Allemagne son travail est considéré comme art dégénéré et ses œuvres retirées des collections des musées. Une grande partie des œuvres retirées a ensuite été détruite par le régime nazi. La même année, Abbo reçoit une commande pour un buste de l'homme politique britannique, George Lansbury. Pendant la guerre, il ne peut utiliser son studio londonien et vit de petits boulots. À la fin de la guerre, en 1945, il ne parvient pas à conserver son atelier et détruit la plupart des œuvres créées en Angleterre par manque d'espace de stockage, frustration et déception. Les difficultés financières, l'émigration forcée, la guerre et les conditions de travail difficiles ont fini par nuire à la santé physique et mentale d'Abbo. Il meurt dans un hôpital de Londres le 29 août 1953 à la suite d'une longue maladie.

## Vie privée
Jussuf Abbo épouse Ruth Schulz le 6 novembre 1936.
Son fils, Jerome Abbo, a également été artiste (céramiste).

## Œuvre
Une sensibilité subtile à la physionomie et à l'état émotionnel de ses sujets, un accent discret sur l'expression, la posture et l'attitude, sont les traits distinctifs de l'œuvre sculpturale de Jussuf Abbo. Son œuvre comprend aussi plus de mille dessins, gravures à l'eau-forte et lithographies, presque toujours des portraits et des nus. Une grande partie de son œuvre, partiellement abstraite avec l'accent mis sur l'état psychologique et l'émotion, peut être considérée comme « expressionniste ».